# Provinciale weg 194
De provinciale weg 194 (N194), ook bekend als de Westfrisiaweg is een provinciale weg in de provincie Noord-Holland en verbindt de A7 bij Scharwoude met de N242 bij Heerhugowaard en is 16 kilometer lang. Het wegnummer is in 2018 ingevoerd en loopt bijna volledig over delen van de N243 en de voormalige N507.
De N194 begint bij aansluiting Avenhorn (7) op de A7 ter hoogte van Scharwoude. Hier is ook aansluiting op de N247 naar Volendam. De weg gaat verder richting het westen naar Avenhorn, waar de N243 richting Alkmaar afbuigt. De weg gaat in noordwestelijke richting verder langs De Goorn, Spierdijk en Obdam. Voordat de N194 onder de spoorlijn Heerhugowaard - Hoorn doorgaat kan bij een rotonde nog worden afgeslagen richting Heerhugowaard. Nadat de N194 onder de spoorlijn is doorgegaan komt het na een kilometer de bebouwde kom van Heerhugowaard binnen. Hier zijn nog een aantal kruispunten die toegang geven tot het bedrijventerrein Zandhorst. Ook hier gaat de N194 weer een spoorlijn onderdoor, namelijk de spoorlijn Den Helder - Amsterdam. Nadat de bebouwde kom van Heerhugowaard verlaten is volgt direct het kruispunt met de N242 tussen Alkmaar en Middenmeer. Dit kruispunt is tevens het eindpunt van de N194. De N194 heeft 2x2 rijstroken tussen Scharwoude en Avenhorn en 1x2 rijstroken tussen Avenhorn en Heerhugowaard. De maximumsnelheid is 80 km/h, behalve binnen de bebouwde kom van Heerhugowaard.

## Geschiedenis
Aan de N243 is in 1927 gestart met de bouw tussen Hoorn - Avenhorn - Schermerhorn en in 1931 werd de weg geopend. De N507 is ergens tussen de jaren '70 en de jaren '90 geopend en sloot in Heerhogowaard direct aan op de Krusemanlaan. 
De N194 is onderdeel van het wegenproject N23 tussen Heerhugowaard, Hoorn, Lelystad en Kampen. Bijna de gehele N194 bestaat uit voormalige delen van de N243 en N507. De laatste is volledig opgegaan in de N194 en daardoor van de wegenkaarten verdwenen. Door het wegenproject N23 zijn de oude N243 tussen Scharwoude en Avenhorn en de N507 aangepakt. Deze aanpassingen waren als volgt: 
- het verbreden van de N243 naar 2x2 rijstroken tussen Hoorn en Avenhorn en het wijzigen van de doorgaande richting bij het kruispunt N243 - N507 van Hoorn - Alkmaar naar Hoorn - Heerhugowaard;
- moderniseren van de N507 en het ombouwen van kruispunten naar rotondes met ongelijkvloerse kruisingen voor langzaam verkeer;
- aanleggen van de verbinding tussen de Krusemanlaan en de Kamerlingh Onnesweg respectievelijk N242.

Om de doorgaande route tussen Hoorn en Heerhugowaard kreeg de nieuwe verbinding het nieuwe nummer N194. Het nieuwe nummer werd in 2018 ingevoerd.
N23 · N194 · N196 · N197 · N198 · N199 · N200 · N201 · N202 · N203 · N204 · N205 · N206 · N207 · N208 · N209 · N210 · N211 · N212 · N213 · N214 · N215 · N216 · N217 · N218 · N219 · N220 · N221 · N222 · N223 · N224 · N225 · N226 · N227 · N228 · N229 · N230 · N231 · N232 · N233 · N234 · N235 · N236 · N237 · N238 · N239 · N240 · N241 · N242 · N243 · N244 · N245 · N246 · N247 · N248 · N249 · N250 · N307

N401 · N402 · N403 · N404 · N405 · N406 · N407 · N408 · N409 · N410 · N411 · N412 · N413 · N414 · N415 · N416 · N417 · N418 · N419 · N420 · N421 · N439 · N440 · N441 · N442 · N443 · N444 · N445 · N446 · N447 · N448 · N449 · N450 · N451 · N452 · N453 · N454 · N455 · N456 · N457 · N458 · N459 · N460 · N461 · N462 · N463 · N464 · N465 · N466 · N467 · N468 · N469 · N470 · N471 · N472 · N473 · N474 · N475 · N476 · N477 · N478 · N479 · N480 · N481 · N482 · N483 · N484 · N487 · N488 · N489 · N490 · N491 · N492 · N493 · N494 · N495 · N496 · N497 · N498 · N501 · N502 · N503 · N504 · N505 · N505 (Andijk) · N506 · N507 · N508 · N509 · N510 · N511 · N512 · N513 · N514 · N515 · N516 · N517 · N518 · N519 · N520 · N521 · N522 · N523 · N524 · N525 · N526 · N527 · N806 · N830 · N848

Cursief vermelde wegen zijn voormalige Provinciale wegen